# مدرسة الشرطة بسيدي بلعباس
مدرسة الشرطة بسيدي بلعباس أو مدرسة الشرطة طيبي العربي هي أحد أقدم مراكز تكوين الشرطة الجزائرية، تم إنشائها سنة 1964 لتلبية الحاجيات التكوينية للشرطة الجزائرية وذلك بمدينة سيدي بلعباس.